# Il vagabondo della città morta
Il vagabondo della città morta (Relentless) è un film del 1948 diretto da George Sherman.
È un film western statunitense con Robert Young, Marguerite Chapman, Willard Parker e Akim Tamiroff. È basato sul romanzo del 1939 Three Were Thoroughbreds di Kenneth Perkins (pubblicato per la prima volta sulla rivista Blue Book nel 1938). Un adattamento radiofonico della storia fu trasmesso come episodio della serie antologica Lux Radio Theatre il 7 giugno 1948 con le voci di Robert Young e Claire Trevor.

## Trama
Due anziani cercatori d'oro, Len Briggs e Bob Pliny, dopo aver scoperto una ricca miniera, si vanno al saloon, per annunciare e festeggiare la scoperta. È presente un farabutto, Jim Rupple, che immediatamente progetta di impossessarsi della miniera. Entra nel saloon un forestiero, Nick Buckley, che ha bisogno di un posto in una stalla, per far riposare la sua cavalla, che è prossima al parto. Briggs e Pliny gli indicano la propria stalla presso la loro abitazione a circa un miglio fuori dal centro abitato e gli offrono da bere. Buckley accetta un solo whisky e, siccome ha fretta di dare un riparo alla cavalla stanca, dopo aver avuto dai due minatori le indicazioni su come raggiungere la stalla da solo, si congeda ed esce. Il furfante Jim però lo precede fuori dal locale, uscendo, subito dopo aver sentito l’offerta di ospitalità per la cavalla da parte dei due minatori. Egli fa in tempo a istruire un suo complice, Tex Brandow, a intercettare Buckley, per convincerlo ad andare presso un'altra stalla più vicina. Nick Buckley si lascia persuadere.
Nella notte Briggs e Pliny trovano ad attenderli in un agguato Jim Rupple e Tex Brandow, che li uccidono per rubare la mappa della miniera. Ognuno dei due complici prende mezza mappa e si accordano per incontrarsi di giorno in un luogo isolato, per andare poi insieme alla miniera. La mattina dopo Buckley conosce in strada una ragazza, Luella Purdy, che mostra subito simpatia nei confronti di Nick. Dopo poche ore di cammino la cavalla partorisce un puledro. A poca distanza avviene l'incontro tra Rupple e Brandow. Jim minaccia il suo compare con un fucile, ingiungendogli di consegnargli la metà della mappa che ha con sé, ma Tex disarma il compagno e ne segue una colluttazione, durante la quale entrambi ruzzolano in un pendio. Jim scappa a piedi, dopo che Tex ha sparato al suo cavallo. Nel corso della fuga si imbatte con Nick Buckley e minacciandolo con la pistola gli ruba la cavalla, stremata per aver appena partorito.
Nick avvolge il puledro in una coperta e si mette a piedi sulle tracce del criminale, che gli ha rubato la cavalla, ben sapendo che la cavalla non può andare molto lontano. Nel percorso trova la cavalla, morta per sfiancamento, e vede Jim a poche centinaia di metri che sta proseguendo a piedi la sua fuga. Lo chiama e Jim si volta e spara a Nick, senza riuscire a colpirlo, ma Nick risponde al fuoco, freddando Rupple. Alla scena assiste Brandow.
Buckley chiede a Brandow di riferire allo sceriffo l'accaduto e che si sarebbe costituito presto, ma Brandow fa invece in modo che Buckley sia creduto l'artefice di tre omicidi. Nick Buckley prosegue appiedato, trasportando il puledro in una sorta di barella. Sulla strada si imbatte con Luella Purdy, che lo aiuta. Lo sceriffo Jeff Moyer si mette alla caccia di Buckley, sul quale pende una grossa taglia, e incontra Luella, che nasconde Nick nel carro e svia i cacciatori di taglia. Lo sceriffo però scopre la presenza di Buckley nel carro, il quale però sorprende l'uomo di legge e lo disarma, raccontandogli la propria versione. Buckley comprende di essere stato usato da Brandow, di cui non conosce il nome, e ne descrive l'aspetto fisico allo sceriffo Moyer. Luella capisce e dice che si tratta appunto di Tex Brandow. Nick si mette quindi alla ricerca di Tex.

## Produzione
Il film, diretto da George Sherman su una sceneggiatura di Winston Miller con il soggetto di Kenneth Perkins (autore del romanzo), fu prodotto da Eugene B. Rodney per la Cavalier Productions e girato nel ranch di Corriganville a Simi Valley in California e a Sedona, Tucson e altre località in Arizona. Il titolo di lavorazione fu Three Were Thoroughbreds.

## Distribuzione
Il film fu distribuito con il titolo Relentless negli Stati Uniti dal 20 febbraio 1948 al cinema dalla Columbia Pictures.
Altre distribuzioni:
- in Svezia il 18 maggio 1948 (Duell i öknen)
- in Finlandia il 18 febbraio 1949 (Kaksintaistelu erämaassa)
- in Danimarca il 23 novembre 1949 (Duel i ørkenen)
- in Portogallo il 3 giugno 1950 (Noite de Tempestade)
- in Germania Ovest il 14 novembre 1952 (Blut und Gold)
- in Austria nell'ottobre del 1953 (Blut und Gold)
- in Brasile (Noite de Tempestade)
- in Grecia (I Madona tis erimou)
- in Italia (Il vagabondo della città morta)

## Critica
Secondo Leonard Maltin il film è una "bella e solida storia western".